# Cedar Fair Entertainment
Cedar Fair Entertainment Company je americká firma provozující síť zábavních parků, v čele s parkem Cedar Point v Sandusky, Ohio, USA. Společnost byla založena roku 1983 a sídlí v prostorách zábavního parku Cedar Point. V současné době provozuje 12 zábavních parků (11 v USA a 1 v Kanadě).
Na základě hodnoty akcií je společnost Cedar Fair druhá nejúspěšnější ve svém oboru, za společností Disney.

## Zábavní parky

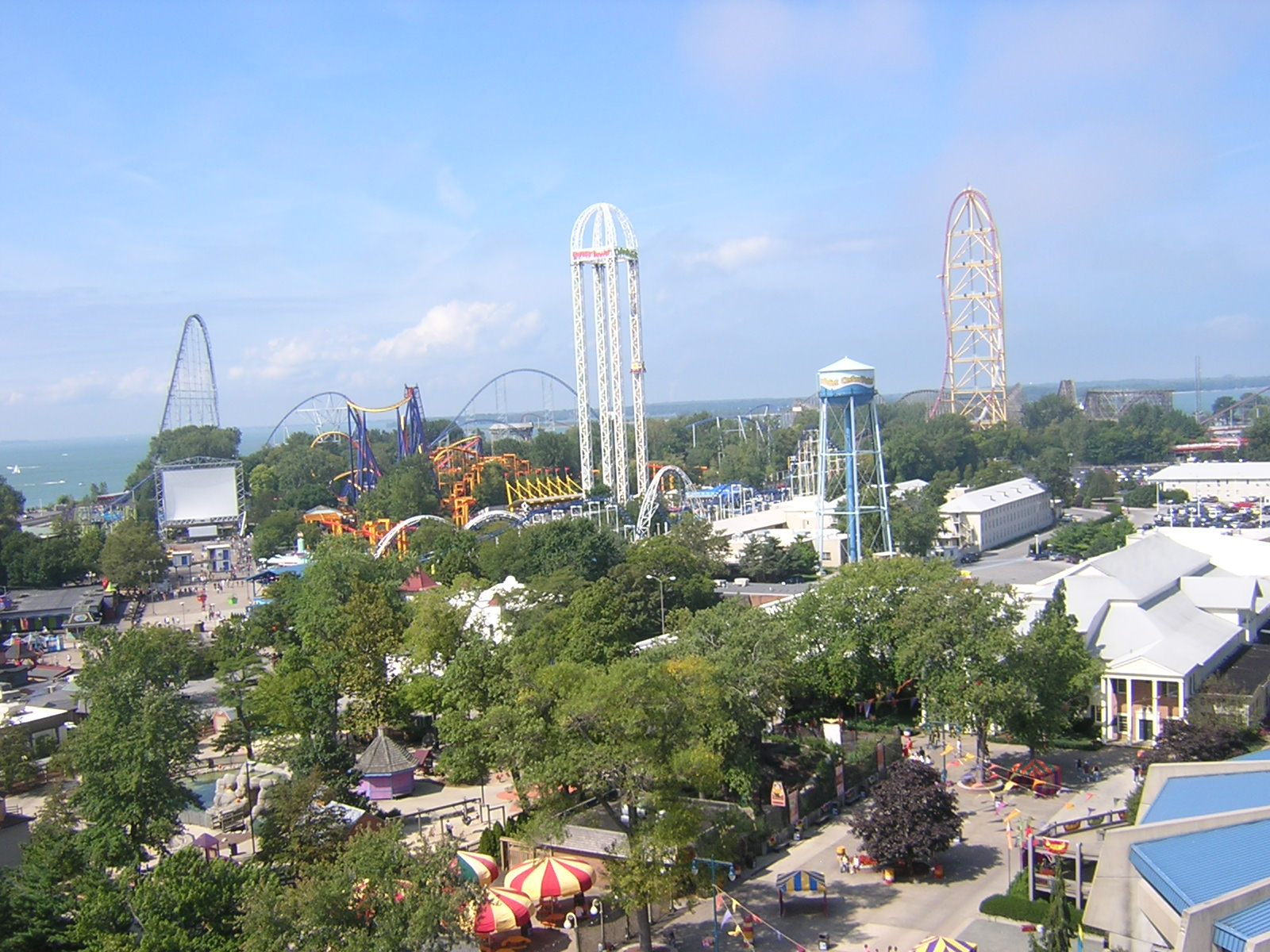
Zábavní park Cedar Point

- Canada's Wonderland (Vaughan, Ontario, Kanada)
- Carowinds (Charlotte, Severní Karolína/Fort Mill, Jižní Karolína)
- Cedar Point (Sandusky, Ohio)
- Dorney Park & Wildwater Kingdom (Allentown, Pensylvánie)
- Gilroy Gardens (Gilroy, Kalifornie)
- Great America (Santa Clara, Kalifornie)
- Kings Dominion (Doswell, Virginie)
- Kings Island (Mason, Ohio)
- Knott's Berry Farm (Buena Park, Kalifornie)
- Michigan's Adventure (Muskegon, Michigan)
- Worlds of Fun (Kansas City, Missouri)
- Valleyfair (Shakopee, Minnesota)

## Vodní parky
Parky zahrnuté ve vstupném do zábavních parků:
- Boomerang Bay (Carowinds)
- Boomerang Bay (Kings Island)
- Boomerang Bay (Great America)
- Splash Works (Canada's Wonderland)
- WaterWorks (Kings Dominion)
- White Water Country (Valleyfair)
- Wild Water Adventure (Michigan's Adventure)
- Wildwater Kingdom (Dorney Park & Wildwater Kingdom)

Parky nezahrnuté ve vstupném do zábavních parků nebo samostatně stojící:
- Knott's Soak City (Buena Park, Kalifornie)
- Knott's Soak City (Palm Springs, Kalifornie)
- Soak City (Sandusky, Ohio)
- Oceans of Fun (Kansas City, Missouri)
- Geauga Lake's Wildwater Kingdom (Aurora, Ohio)

## Ubytování
- Hotel Breakers (Cedar Point)
- Breakers Express (Cedar Point)
- Sandcastle Suites Hotel (Cedar Point)
- Camper Village (Cedar Point)
- Lighthouse Point (Cedar Point)
- Castaway Bay Indoor Waterpark Resort (Cedar Point)
- Knott’s Berry Farm Resort Hotel (Knott's Berry Farm)
- Worlds of Fun Village (Worlds of Fun)
- Geauga Lake Hotel (Geauga Lake)
- Geauga Lake Campgrounds (Geauga Lake)
- Carowinds Camp Wilderness Resort (Carowinds)

## Ostatní
- Star Trek: The Experience (Las Vegas, Nevada)

## Dřívější
- Camp Snoopy (Mall of America) do 2005
- Geauga Lake (uzavřen) do 2007
- Knott's Soak City (San Diego, Kalifornie) do 2012